# Zomergem (helling)
Zomergem (ook wel Zomergem-Boven) is een heuvel in de gelijknamige plaats Zomergem in de Belgische provincie Oost-Vlaanderen ten noordwesten van Gent. Het centrum van Zomergem ligt boven op de heuvel. De heuvel maakt onderdeel uit van de Cuesta Zomergem-Oedelem.

## Wielrennen
Eind jaren negentig werd deze helling jaarlijks beklommen door het peloton van Gent-Wevelgem, komende van Lovendegem en het kanaal Gent-Brugge om richting Ursel (en kust) in te slaan. Toen werd de wedstrijd traditioneel gehouden op de woensdag tussen Ronde van Vlaanderen en Parijs-Roubaix. Recent passeerden geen  grote wielerwedstrijden meer over Zomergem-Boven, wel worden er regelmatig wedstrijden voor junioren en amateurs gehouden.